# Micropyrum
Micropyrum là một chi thực vật có hoa trong họ Hòa thảo (Poaceae).

## Loài
Chi Micropyrum gồm các loài: